# Mia Mont
Mia Emperatriz Montoya Horna (Lima, 3 de noviembre de 1989), conocida artísticamente como Mia Mont, es una cantante y compositora peruana de pop.

## Primeros años
Nació en Lima, Perú el 3 de noviembre de 1989. Desde niña siempre estuvo en contacto con la música. A los 8 años tuvo la suerte de participar en una obra teatral, donde tuvo su primera incursión en el canto.
A los 14 años le aceptaron como parte del coro de la Anem “Voces del Jazz”, donde conoció a Franssua, corista de su colega, el cantautor peruano, Jaren Vernis, quien es su actual padrino musical y le ayudó mucho en su carrera artística.

## Carrera
Trabajó en su primer disco de la mano con Ed Montoya, componiendo los primeros temas de su álbum debut Antifantasía, con un equipo conformado por el productor musical Ed Montoya, quién plasmó un sonido innovador, Germán Villacorta (Juan Gabriel, Eva Ayllón) en la grabación, Reuven "Paquirri" Amiel, en la mezcla y Dave Collins (Madonna, The Police, No Doubt, Linkin Park), en la masterización.
Percy Céspedez (Ádammo, Gian Marco, TK), fue elegido como director de su primer video "Por él" y posteriormente de su segundo sencillo "Buscándote". Todo esto con el respaldo de su mánager Alexander Montoya y la empresa de management y producción de artistas Music & Entertainment Group.
Durante 2010 "Por él", el primer sencillo del disco, llegó a los primeros puestos en distintas cadenas musicales latinoamericanas como MTV y Ritmoson Latino, además de gozar de importante difusión radial en las principales radios peruanas.
El 31 de diciembre de 2010, Mia fue elegida por radio Studio 92, como "Artista revelación femenina", y su tema debut "Por él", como "Mejor Canción Hecha en el Perú" en 2010.[cita requerida] A inicios de 2011, el tema fue escogido para musicalizar la telenovela Lalola, del canal Frecuencia Latina.
El 26 de abril de 2011, Mia se presentó frente a los profesionales y empresas más importantes de la música latina con un showcase como parte del Billboard Latin Music Conference and Awards.
Su segundo sencillo "Buscándote", al igual que el primero, obtuvo difusión a nivel nacional e internacional (HTV y MTV Latinoamérica). El tema se colocó en el top 10 de los rankings pop rock y de música latina de Venezuela. La canción cuenta con un remix a dúo con el productor y cantautor colombiano Fainal. Además, su segundo sencillo logró subir a la posición número tres del ranking de la Cartelera Latina en Venezuela, en solo una semana de estrenado.
Mía viajó a Venezuela invitada para participar en el evento La Chica HTV, compartiendo la alfombra roja con otros artistas como Chino y Nacho y David Bisbal.
Entre las entrevistas que brindó la cantante en Venezuela, se incluye una participación en programas como "La Bomba", del canal Televen y el programa "El guiso", del canal La Tele.
Tras el éxito de sus dos primeros sencillos, Mia, con una imagen más madura y producida lanzó el tema "Un día". Se colocó igual que los anteriores en las cadenas HTV (número 1 en el Hot Ranking por cuatro semanas consecutivas) y MTV Latinoamérica. Además que fue incluido en las radios locales.
El programa En la mira de HTV le dedicó una edición especial a Mont.

## Discografía
- 2010: Antifantasía
- 2012: Antifantasía: Deluxe Edition[10]
- 2013: Dhoom Machale (Dhoom 3)
- 2015: TBA
- 2019: Por La Calle (Música Original de la Serie de Televisión: "Los Vílchez")

## Logros y nominaciones
| Año  | Concurso                 | Categoría                  | Trabajo | Resultado |
| ---- | ------------------------ | -------------------------- | ------- | --------- |
| 2011 | RadioCAN                 | Mejor canción              |         | Nominada  |
| 2011 | Canal HTV                | Premio mejor nuevo artista |         | Ganadora  |
| 2015 | Premios Heat Latin Music | Mejor artista región sur   |         | Nominada  |

- Elegida por radio Studio 92 como Artista Revelación Femenina.[14]
- Elegida por radio Moda por artista revelación.[15]
- Nominada a Artista del 2011 por Record Report.